# Human Driftwood

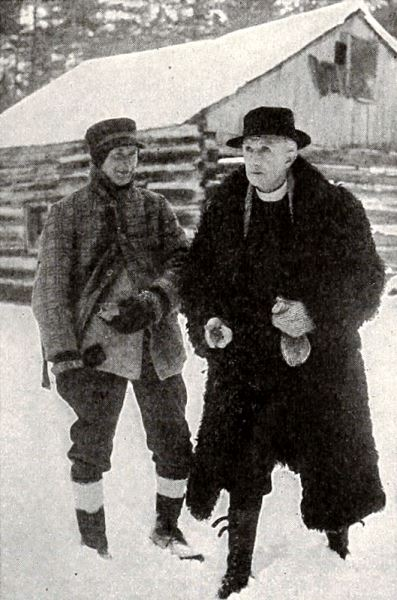
Alec B. Francis (dreta) i actor no identificat en un fotograma de la pel·lícula

Human Driftwood és una pel·lícula muda dirigida per Émile Chautard i protagonitzada per Robert Warwick i Frances Nelson, entre d'altres. Es va estrenar el 10 d'abril de 1916. Algunes fonts han apuntat que la pel·lícula va ser codirigida per Maurice Tourneur. Es considera una pel·lícula perduda.

## Argument
Robert Hendricks és un noi adinerat que li agrada viure la vida bohèmia i que s'enamora d'una ballarina anomenada Myra. Un dia que la convida al seu apartament s'hi presenta d'improvís l'advocat del seu pare per entrevistar-se amb ell. Robert demana a Myra que es retiri a una habitació però ella des d'allà escolta la conversa. L'advocat li demana que guardi 20.000 dòlars en bons procedents del balanç l'empresa del seu pare, ja que ell ha de marxar urgentment a Europa. Myra observa d'amagat on és la caixa forta. En marxar l'advocat, Robert demana a Myra que es quedi que ell ha de marxar una estona. Quan marxa, ella aprofita per cridar el seu amant i altres col·legues per tal d'afanar-se amb els 20.000 dòlars de la caixa forta. Robert torna abans d'hora i en trobar-los es produeix una lluita en la qual acaba matant accidentalment el seu amant. Robert s'adona de la realitat del que ha passat i en comptes d'entregar Myra a la policia la deixa marxar.
Han passat els anys i Robert s'ha fet d'una societat que es dedica a reformar pobles. Robert és enviat a Alaska junt amb el pare Harrigan per reformar una ciutat minera sense llei. Allà es retroba amb Myra, que és la mestressa d'un saló de ball, però no la reconeix. Myra ha fet venir una noia, Velma, i la fa passar per la seva neboda, tot i que en realitat ha sortit d'un convent. Robert s'enamora de Velma, però Myra ja ha concertat un matrimoni a canvi de diners amb Lief Bergson, un miner suec que acaba de fer-se ric. La noia no ho vol consentir i demana ajuda al pare Harrigan.
Robert visita Myra per demanar-li la mà de Velma, però ella revela la seva identitat i li diu que Velma és filla seva. Després, quan Bergson es presenta per endur-se Velma, ell i Robert es barallen a trets i Bergson s'enduu la noia. Un dels trets mata Myra però, abans de morir, confessa que Velma realment no és la filla de Robert. Robert llavors rescata Velma de sobre un bloc de gel que sura pel riu mata a Lief llançant-lo a l'aigua. Velma i ell queden lliures per viure el seu amor.

## Repartiment
- Robert Warwick (Robert Hendricks)
- Frances Nelson (Velma)
- Leonore Harris (Myra)
- Alec B. Francis (pare Harrigan)
- Albert S. Hart (Lief Bergson)

## Fitxa tècnica
- Direcció: Emile Chautard i Maurice Tourneur
- Guió: Emmett Campbell Hall
- Fotografia: John van der Broek
- Productora: Shubert Film Corp.[8]